# کمیته المپیک اروپا
کمیته المپیک اروپا نهاد اداره‌کننده کمیته‌های ملی المپیک و مسابقات مرتبط به آن در قاره اروپا است که در سال ۱۹۶۸ تاسیس شده و هم‌اکنون ۵۰ عضو دارد.

## اعضا
| ملیت             | کد  | نام کمیته ملی المپیک                               | تأسیس     | منبع |
| ---------------- | --- | -------------------------------------------------- | --------- | ---- |
| آلبانی           | ALB | کمیته ملی المپیک آلبانی                            | ۱۹۵۸/۱۹۵۹ |      |
| آندورا           | AND | کمیته المپیک آندورا                                | ۱۹۷۱/۱۹۷۵ |      |
| ارمنستان         | ARM | کمیته المپیک ارمنستان                              | ۱۹۹۰/۱۹۹۳ |      |
| اتریش            | AUT | کمیته المپیک اتریش                                 | ۱۹۰۸/۱۹۱۲ |      |
| جمهوری آذربایجان | AZE | کمیته ملی المپیک جمهوری آذربایجان                  | ۱۹۹۲/۱۹۹۳ |      |
| بلاروس           | BLR | کمیته المپیک بلاروس                                | ۱۹۹۱/۱۹۹۳ |      |
| بلژیک            | BEL | کمیته المپیک بلژیک                                 | ۱۹۰۶      |      |
| بوسنی و هرزگوین  | BIH | کمیته المپیک بوسنی و هرزگوین                       | ۱۹۹۲/۱۹۹۳ |      |
| بلغارستان        | BUL | کمیته المپیک بلغارستان                             | ۱۹۲۳/۱۹۲۴ |      |
| کرواسی           | CRO | کمیته المپیک کرواسی                                | ۱۹۹۱/۱۹۹۳ |      |
| قبرس             | CYP | کمیته المپیک قبرس                                  | ۱۹۷۴/۱۹۷۸ |      |
| جمهوری چک        | CZE | کمیته المپیک چک                                    | ۱۸۹۹/۱۹۹۳ |      |
| دانمارک          | DEN | کمیته ملی المپیک و کنفدراسیون ورزش‌های دانمارک      | ۱۹۰۵      |      |
| استونی           | EST | کمیته المپیک استونی                                | ۱۹۲۳/۱۹۹۱ |      |
| فنلاند           | FIN | کمیته المپیک فنلاند                                | ۱۹۰۷      |      |
| فرانسه           | FRA | کمیته ملی المپیک و ورزش‌های فرانسه                  | ۱۸۹۴      |      |
| گرجستان          | GEO | کمیته ملی المپیک گرجستان                           | ۱۹۸۹/۱۹۹۳ |      |
| آلمان            | GER | کنفدراسیون ورزش‌های المپیک آلمان                    | ۱۸۹۵      |      |
| بریتانیای کبیر   | GBR | اتحادیه المپیک بریتانیا                            | ۱۹۰۵      |      |
| یونان            | GRE | کمیته المپیک یونان                                 | ۱۸۹۴/۱۸۹۵ |      |
| مجارستان         | HUN | کمیته المپیک مجارستان                              | ۱۸۹۵      |      |
| ایسلند           | ISL | کمیته ملی المپیک ایسلند                            | ۱۹۲۱/۱۹۳۵ |      |
| جمهوری ایرلند    | IRL | فدراسیون المپیک ایرلند                             | ۱۹۲۲      |      |
| اسرائیل          | ISR | کمیته المپیک اسرائیل                               | ۱۹۳۳/۱۹۵۲ |      |
| ایتالیا          | ITA | کمیته ملی المپیک ایتالیا                           | ۱۹۰۸/۱۹۱۵ |      |
| لتونی            | LAT | کمیته المپیک لتونی                                 | ۱۹۲۲/۱۹۹۱ |      |
| لیختن‌اشتاین      | LIE | کمیته المپیک لیختن‌اشتاین                           | ۱۹۳۵      |      |
| لیتوانی          | LTU | کمیته ملی المپیک لیتوانی                           | ۱۹۲۴/۱۹۹۱ |      |
| لوکزامبورگ       | LUX | کمیته المپیک لوکزامبورگ                            | ۱۹۱۲      |      |
| مقدونیه شمالی    | MKD | کمیته المپیک مقدونیه شمالی                         | ۱۹۹۲/۱۹۹۳ |      |
| مالت             | MLT | کمیته المپیک مالت                                  | ۱۹۲۸/۱۹۳۶ |      |
| مولدووا          | MDA | کمیته ملی المپیک مولداوی                           | ۱۹۹۱/۱۹۹۳ |      |
| موناکو           | MON | کمیته المپیک موناکو                                | ۱۹۰۷/۱۹۵۳ |      |
| مونته‌نگرو        | MNE | کمیته المپیک مونته‌نگرو                             | ۲۰۰۶/۲۰۰۷ |      |
| هلند             | NED | کمیته المپیک هلند                                  | ۱۹۱۲      |      |
| نروژ             | NOR | کمیته المپیک و پارالمپیک و کنفدراسیون ورزش‌های نروژ | ۱۹۰۰      |      |
| لهستان           | POL | کمیته المپیک لهستان                                | ۱۹۱۸/۱۹۱۹ |      |
| پرتغال           | POR | کمیته المپیک پرتغال                                | ۱۹۰۹      |      |
| رومانی           | ROU | کمیته المپیک رومانی                                | ۱۹۱۴      |      |
| روسیه            | RUS | کمیته المپیک روسیه                                 | ۱۹۸۹/۱۹۹۳ |      |
| سان مارینو       | SMR | کمیته ملی المپیک سان مارینو                        | ۱۹۵۹      |      |
| صربستان          | SRB | کمیته المپیک صربستان                               | ۱۹۱۱/۱۲   |      |
| اسلواکی          | SVK | کمیته المپیک اسلواکی                               | ۱۹۹۲/۱۹۹۳ |      |
| اسلوونی          | SLO | کمیته المپیک اسلوونی                               | ۱۹۹۱/۱۹۹۳ |      |
| اسپانیا          | ESP | کمیته المپیک اسپانیا                               | ۱۹۱۲      |      |
| سوئد             | SWE | کمیته المپیک سوئد                                  | ۱۹۱۳      |      |
| سوئیس            | SUI | اتحادیه المپیک سوئیس                               | ۱۹۱۲      |      |
| ترکیه            | TUR | کمیته المپیک ترکیه                                 | ۱۹۰۸/۱۹۱۱ |      |
| اوکراین          | UKR | کمیته ملی المپیک اوکراین                           | ۱۹۹۰/۱۹۹۳ |      |

## رویدادها
- بازی‌های اروپایی
- جشنواره المپیک جوانان اروپا (EYOF)
- بازی‌های کشورهای کوچک اروپا